# NameLab
NameLab — одна з найвідоміших у світі компаній, які займаються безпосередньо назвами, так званим неймінгом. Заснована в 1981 в Сан-Франциско, США. У сферу інтересів NameLab входить найменування брендів, неймінг фірм, а також розробка загальної стратегії бренду.

## Історія та розвиток
Заснував NameLab Айра Бечреч, який сам був і залишається провідною творчою одиницею фірми. Айра Бечреч до свого захоплення неймінг і створення власної компанії працював інженером-електриком, пізніше в 50-х він отримав диплом доктора лінгвістики. Ідея про можливість почати свій бізнес прийшла до нього під час роздумів про мінливому світі технологій, захоплення лінгвістикою і бажання створювати нові імена для нових понять у світі бізнесу і призвело в результаті до створення свого творчого справи.
В основу діяльності компанії покладено наукові розробки з теорії лінгвістики, існує величезна кількість напрацювань, схем неймингу. Основою наукової бази, з якою працюють фахівці NameLab є розроблена на самому початку їх діяльності понад чверть століття тому «конструкційна лінгвістика». В основі цієї системи лежить поняття про морфемах - найменших лінгвістичних елементів, що мають сенс, з яких і створюються слова. В англійській мові, з яким і працюють в NameLab таких частинок слів більше 7000. Різні комбінації морфеми, аналіз лінгвістичної складової назв - основа творчої діяльності NameLab.
У творчій лабораторії NameLab були створені такі назви: Acura для Honda Motors, Compaq, Luxor, Lumina для Chevrolet, Comp USA, Ofoto для Kodak, Sentra для Nissan, Renova для Johnson & Johnson, були розроблені назви продуктів для Ford, Chrysler, Gillette, PepsiCo.
Основною відмінною рисою NameLab є опора на науковий підхід. Маніпуляції з морфемами не заперечують, звичайно креативного підходу і широко поширений метод «мозкового штурму», але їм відводять другорядну роль, порівняно з розсудливим аналізом. З таким підходом сперечаються дуже багато неймінгових фірм, що покладаються на творчий підхід і креативність своїх працівників, але право на життя метод NameLab заслуговує вже тим, що компанія не йде з ринку більше 25-ти років, її послуги затребувані і недешеві. І який-би підхід не вибирали творці імені бренду або компанії, головним залишається результат, тобто успішність продукту або компанії.